# Éditeur d'équations

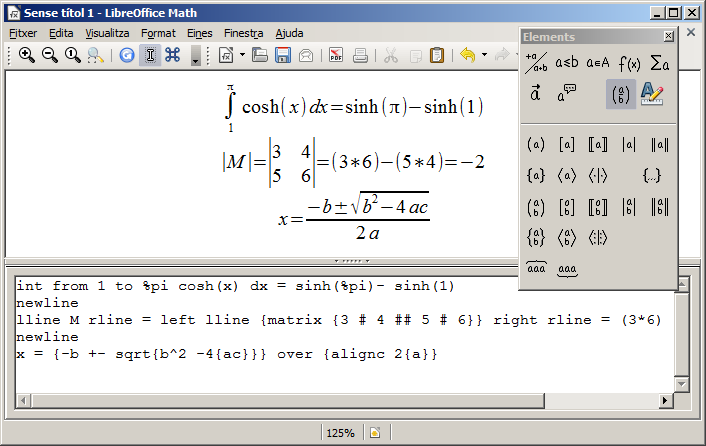
Logiciel "Math" de LibreOffice 3.4

Un éditeur d'équations est le composant d’un traitement de texte, ou plus généralement d’une suite bureautique, permettant de rédiger des équations.